# End of the Line (píseň, Traveling Wilburys)
„End of the Line“ je poslední skladba z prvního alba americké skupiny Traveling Wilburys Traveling Wilburys Vol. 1 z roku 1988. Skladba vyšla i jako singl se skladbou "Congratulations" na straně B.